# La Balme-de-Thuy
La Balme-de-Thuy  là một xã trong tỉnh Haute-Savoie thuộc vùng Rhône-Alpes đông nam Pháp.

## Geography
The Fier flows westward through the middle of the commune and forms part of tis western border.